# Girls in Airports
Girls in Airports er et dansk jazz band fra København som dannedes 2009. Deres musikgenre kan beskrives som experimentel jazz. Bandet blander mange forskellige stilarter som indie rock, folklore, afrobeat, raga, og ambient. Dette har ført til at bandet har været sammenlignet med en række forskellige artister fra flere genrer, eksempelvis Brian Eno, Sun Ra, og Radiohead.

## Bandets historie
Girls in Airports dannedes i København 2009 som en kvintet af Martin Stender (saxofon), Lars Greve (saxofon, klarinet), Mathias Holm (keyboard), Victor Dybbroe (percussion) og Mads Forsby (trommer). Bandet blev dannet mens de var studenter ved Københavns Rytmisk Musikkonservatorium. Bandet har siden turneret i Europa, Asien, Nordamerika, og Sydamerika. År 2010 vandt de Danish Music Awards i kategorien Danish Cross-over Jazz Release of the Year.
Girls in Airports optrådte 2014 med poeten Jens Blendstrup. Siden 2010 har gruppen udgivet 6 album med ett syvende i gang. Efter at Greve og Forsby forlod bandet fortsatte de for at senere tilsluttes af Anders Vestergaard på trommer. Den 9 september 2022 udgav de en singel hved navn "Kabul" fra deres næstfølgende album.

## Diskografi
- Girls in Airports (Mawi Music, 2010)
- Migration (Mawi Music, 2011)
- Kaikoura (Mawi Music, 2013)
- Fables ( Edition Records, 2015)
- Live (Edition Records, 2017)
- Dive (Mawi Music, 2020)
- Leap (2021), med Aarhus Jazz Orchestra
- How It is Now (2023)